# Samtgemeinde Fürstenau
Samtgemeinde Fürstenau er en samtgemeinde og en selvstændig kommune med godt 15.600 indbyggere (2013), beliggende i den
nordvestlige del af Landkreis Osnabrück, i den tyske delstat Niedersachsen. Samtgemeindens administration ligger i byen Fürstenau.

## Geografi
Samtgemeinden omfatter den sydvestlige del af landskabet Artland, den nordvestlige del af Ankumer Höhe og de østlige udløbere af Lingener Höhe. Mod øst støder det til Bramgau, mod syd til Tecklenburger Land og mod vest til Emsland.

### Inddeling
Samtgemeinden omfatter kommunerne Berge og Bippen samt byen Fürstenau.